# بيرسي رايت
بيرسي رايت هو فلاح وسياسي كندي، ولد في 1 نوفمبر 1892 في كندا، وتوفي في 30 سبتمبر 1980 في ساسكاتون في كندا. حزبياً، نشط في Co-operative Commonwealth Federation ‏. وقد انتخب عضو مجلس العموم الكندي.